# Tasi Tibalau
Tasi Tibalau ist ein Strand an der Küste der Sawusee im Nordwesten des Landes Osttimor.

## Geographie
Der Strand liegt im Suco Gugleur (Verwaltungsamt Maubara, Gemeinde Liquiçá), ungefähr eine Stunde Fahrzeit westlich von der Landeshauptstadt Dili entfernt. Der Strand wird im Osten von dem markanten Tibalau-Felsen im Meer begrenzt, der am Ende eines von kleineren Felsen geformten, natürlichen Pools liegt, das eigentliche Tasi Tibalau (tetum Tibalau-Meer). Weiter östlich mündet der Flusslauf des Maraes.
Auch wenn Touristen und Wochenendausflügler aus Dili das Becken gerne zum Baden nutzen, fürchten sich die Einheimischen hier ins Wasser zu gehen. Für sie ist das Becken ein heiliger Ort (lulik) und mit einem Tabu belegt. Nach deren Glauben tragen die Naturkräfte hier die Verantwortung, wenn Regen ausbleibt oder Tiere verschwinden. Trotzdem ist der Zugang zu Strand und Becken nicht verboten, da die lokale Bevölkerung von den Besuchern wirtschaftlich profitiert.